# بيريثرويد

ألثرين

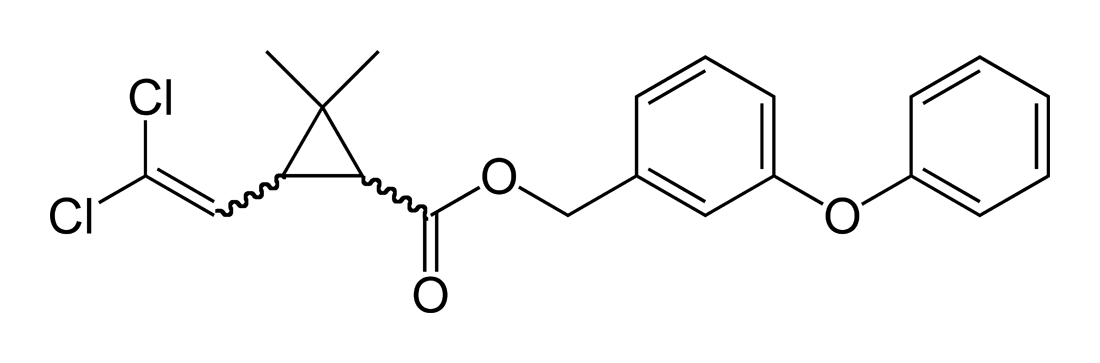
بيرمثرين

حمض الكريسانثيميك

فلوسيثرانات

البيريثرويد (بالإنجليزية: Pyrethroid)‏ هو مركب عضوي شبيه بالبيريثرين الذي تنتجه زهور عاقر قرحا (أو الأقحوان أو التناستوم) (مثل الأقحوان رمادي الورق Chrysanthemum cinerariaefolium والأقحوان القرمزي C. coccineum).
يمثل البيريثرويد حاليا أغلب المبيدات الحشرية ذات الاستخدام المنزلي والمتوفرة تجاريا. التراكيز المستخدمة في هذه المنتجات قد يكون لها أيضا تأثير طارد للحشرات وعموما غير ضار للإنسان، لكن قد يكون بعض الأشخاص حساسين لها. عادة ما تحلل هذه المركبات كيميائيا بتأثير ضوء الشمس والمحيط الجوي خلال يوم أو يومين وليس لها تأثير ملحوظ على نوعية المياه الجوفية.

## الأنواع
- ألثرين
- بايفنثرين
- سيفلوثرين
- سيبيرمثرين
- سيفينوثرين
- دلتامثرين
- إسفنفاليرات
- إتوفنبروكس
- فنبروباثرين
- فنفاليرات
- فلوسيثرينات
- فلومثرين
- إيميبروثرين
- لامدا-سيهالوثرين
- ميثوفلوثرين
- بيرمثرين، وهو مشتق ثنائي كلوروفنيل البيريثرين
- برالثرين,[4]
- رسمثرين
- سيلافلوفن
- سوميثرين
- تاو-فلوفالينات
- تفلوثرين
- تترامثرين
- ترالومثرين
- ترانسفلوثرين